# Hellmuth Stieff
Hellmuth Stieff (ur. 6 czerwca 1901 w Iławie, zm. 8 sierpnia 1944 w Plötzensee) – niemiecki generał w czasie II wojny światowej, inicjator zamachu na Adolfa Hitlera.

## Życiorys
Warszawa – tak miasto, jak i ludność jego, skazani są na zagładę. Tak straszna jest świadomość tego wszystkiego, że ani przez chwilę nie zaznasz spokoju, gdy przebywasz w tym mieście. Skutki prowadzonej wojny są okrutne, a przecież nawet ostatnia wojna nie wywołała w swym następstwie takich spustoszeń, jak ta prowadzona obecnie. Chodzisz tam nie jak zwycięzca, lecz jak winowajca. Nie mnie jednemu tak się zdaje, bo i inni odczuwają to samo. Do tego dochodzi jeszcze niewiarygodne to, co się dzieje obok, a czemu musimy się przyglądać z założonymi rękoma. Wybujała fantazja o okrucieństwie jest niczym wobec stanu, który szerzy tutaj zorganizowana banda morderców, rabusiów i grabieżców za rzekomym przyzwoleniem najwyższych czynników. Ta eksterminacja całych pokoleń z kobietami i dziećmi jest możliwa tylko przez barbarzyńców, którzy nie zasługują już więcej nazywać się Niemcami. Wstydzę się być Niemcem.

Stieff nie zdradzał swoich poglądów co do wojny i Hitlera. Mimo to sam Führer nie darzył go sympatią. Ponieważ był niski i charakteryzował się drobną posturą, Hitler nazywał go trującym, małym karłem, jednak na wielu fotografiach można zauważyć Stieffa u boku Hitlera. Nie oznaczało to wcale, że darzył go szacunkiem. W 1943 roku Stieff związał się z opozycyjną grupą Krąg z Krzyżowej. Później nawiązał bliski kontakt z pułkownikiem Clausem von Stauffenbergiem, ostatecznie planując z nim zamach na Führera (Operacja Walkiria). Stieff przechowywał ładunki wybuchowe, które dostarczono Stauffenbergowi, ten zaś 20 lipca 1944 udał się na naradę do głównej kwatery Hitlera w Prusach Wschodnich, w Wilczym Szańcu.
Hitler wyszedł z zamachu bez poważniejszych obrażeń. Stauffenberg, który był pewien sukcesu, wyjechał z Wilczego Szańca, informując o dokonanym zamachu. Jednak mylił się. Hitler od razu kazał schwytać Stauffenberga i jego współpracowników. Aresztowano łącznie 7000 osób. Wśród schwytanych znalazł się m.in. aresztowany w nocy z 20 na 21 lipca 1944, kilka godzin po zamachu, Hellmuth Stieff. 8 sierpnia 1944 Stieff został osądzony i tego samego dnia powieszony w więzieniu w Plötzensee.